# Єлизаветівка (Якимівська селищна громада)
Єлизаве́тівка — село в Україні, у Мелітопольському районі Запорізької області. Входить до складу Якимівської селищної громади. Населення становить 66 осіб. Колишній орган місцевого самоврядування — Новоданилівська сільська рада.

## Географія
Село Єлизаветівка знаходиться на правому березі річки Великий Утлюк, вище за течією на відстані 1 км розташоване село Ганнівка. Річка в цьому місці пересихає.

## Історія
Станом на 1886 рік у селі Катеринівської волості Мелітопольського повіту Херсонської губернії мешкало 547 осіб, налічувалось 75 дворів, існувала лавка.
7 (20) листопада 1917 року, відповідно до Третього Універсалу Української Центральної Ради, увійшло до складу Української Народної Республіки.
12 червня 2020 року, відповідно до розпорядження Кабінету Міністрів України № 713-р «Про визначення адміністративних центрів та затвердження територій територіальних громад Запорізької області», увійшло до складу Якимівської селищної громади.
17 липня 2020 року, в результаті адміністративно-територіальної реформи та ліквідації Якимівського району, село увійшло до складу Мелітопольського району.

## Населення

### Мова
Розподіл населення за рідною мовою за даними перепису 2001 року:
| Мова       | Кількість | Відсоток |
| ---------- | --------- | -------- |
| українська | 52        | 78.79%   |
| російська  | 14        | 21.21%   |
| Усього     | 66        | 100%     |